# Zinkviol
Zinkviol (Viola lutea subsp. calaminaria) är en metallofyt underart inom arten gulviol med en mycket begränsad utbredning i gränsområdena mellan Tyskland, Belgien och Holland i och inom närmaste omgivningarna till naturreservatet Schlangenberg mellan Aachen i Tyskland och Liège i Belgien. I området finns några enstaka lokaler som bedöms vara ursprungliga medan övriga lokaler utgörs av kvarvarande material från gruvbrytning och malmhantering som slagg och varp efter brytning av zink- och blyhaltig malm.
Zinkviolen har svag konkurenskraft mot andra växter och bland vegetationsforskare bedöms den vara en istidsrelikt som överlevt på grund av toleransen mot toxiska metaller i jordmånen.

## Taxonomi
Det finns oenigheter kring taxonomin för zinkviol som sträcker sig från att den är en variant av gulviolen (Viola lutea), att den är en underart till att den utgör en egen specifik art och då med Viola calaminaria som det vetenskapliga namnet. Molekylärbiologiska undersökningar talar för att det är en underart eller varietet.[källa behövs]

## Artbeskrivning
Zinkviolen är en flerårig vintergrön 8-20 cm hög ört som föredrar skugga eller halvskugga och jordar med höga halter av bland annat zink. Bladen är ovala eller elliptiska med bredd på 25-50% av längden. Blomman är gul och blomningstiden är från juni till augusti. Insektspollinering, men även självpollinering förekommer. Frukten är en kapsel.